# Moraeseius papayana
Moraeseius papayana är en spindeldjursart som först beskrevs av van der Merwe 1965.  Moraeseius papayana ingår i släktet Moraeseius och familjen Phytoseiidae. Inga underarter finns listade i Catalogue of Life.